# Кипчак-Аскарово
Кипча́к-Аска́рово (рос. Кипчак-Аскарово, башк. Ҡыпсаҡ-Асҡар) — село у складі Альшеєвського району Башкортостану, Росія. Адміністративний центр Кипчак-Аскаровської сільської ради.
Населення — 656 осіб (2010; 748 в 2002).
Національний склад:
- башкири — 100 %

## Відомі особистості
В поселенні народилась:
- Абзгільдіна Гашия Баязитівна (1910—1994) — башкирська акторка.